# Mateusz Jedliński
Mateusz Jedliński (ur. 17 września 1993) – polski futsalista, zawodnik z pola, zawodnik KS Gniezno. Były reprezentant Polski do lat 21.

## Kariera klubowa
Mateusz Jedliński swoją karierę klubową rozpoczynał w juniorskich zespołach Akademii FC Pniewy. W sezonie 2011/2012 został włączony do drużyny seniorów Akademii, z którą w roli rezerwowego zdobył Mistrzostwo Polski. Sezon 2012/2013 spędził w pierwszoligowym KS Gniezno. W rundzie jesiennej sezonu 2013/2014 reprezentował barwy Red Devils Chojnice, następnie wrócił do KS Gniezno.

## Kariera reprezentacyjna
Mateusz Jedliński po raz pierwszy do reprezentacji Polski U-21 został powołany w 2012 r. na towarzyski dwumecz z reprezentacją Włoch i w swoim debiucie strzelił bramkę (mecz zakończył się wynikiem 2:2).

### Bramki w reprezentacji Polski U-21
| l.p. | Data             | Przeciwnik | Rezultat | Rozgrywki                     |
| ---- | ---------------- | ---------- | -------- | ----------------------------- |
| 1.   | 24 stycznia 2012 | Włochy     | 2-2      | mecz towarzyski               |
| 2.   | 2 września 2013  | Węgry      | 2-3      | Turniej Państw Wyszehradzkich |